# Cleistanthus letouzeyi
Cleistanthus letouzeyi är en emblikaväxtart som beskrevs av J.Leonard. Cleistanthus letouzeyi ingår i släktet Cleistanthus och familjen emblikaväxter. Inga underarter finns listade i Catalogue of Life.